# 私たちが光と想うすべて
『私たちが光と想うすべて』（わたしたちがひかりとおもうすべて、All We Imagine as Light）は、2024年のフランス・インド・オランダ・ルクセンブルク・イタリアのドラマ映画。パヤル・カパーリヤーが監督・脚本を務め、主要キャストとしてカニ・クスルティ、ディヴィヤ・プラバ、チャヤ・カダム、リドゥ・ハールーンが出演している。
2024年9月21日にケララ州で限定上映された後、11月29日からインド全域で劇場公開された。これに先立つ5月23日には第77回カンヌ国際映画祭のコンペティション部門で初上映された。インド映画が同映画祭のコンペティション部門に出品されるのは『私自身のもの』に続いて2本目であり、『私たちが光と想うすべて』はパルム・ドールにノミネートされたほか、グランプリを受賞している。また、第82回ゴールデングローブ賞では監督賞・外国語映画賞にノミネートされたほか、第78回英国アカデミー賞では非英語作品賞にノミネートされている。

## ストーリー
マラヤーリの看護師プラバとアヌは同居人であり、共にムンバイの病院で働いていた。プラバは厳格・誠実な女性で、ドイツ在住の夫を深く愛していたが、彼とはお見合いの際に一度対面したのみで、結婚後は1年以上連絡を取っていなかった。一方、アヌは社交的な女性で、ムスリムの男性シアーズと秘かに交際していた。
ある日、2人のもとに差出人不明の炊飯器が送られてくるが、その炊飯器はドイツ製の最新型だった。病院ではマノージ医師がプラバを誘惑していたが、彼女は結婚していることを理由に彼の誘いを断る。マノージからの誘惑に悩まされる中、プラバは高層ビル建設を推し進める建設業者によってアパートを追い出されそうになっている病院の料理人パルヴァティを助けようと奔走するが、パルヴァティは法的な賃貸借権を証明できなかったため、退職してラトナーギリー近郊にある故郷の村に戻ることを決意する。パルヴァティの決意を知ったプラバとアヌは、彼女の転居を手伝うため一緒にラトナーギリーに向かう。
アヌがラトナーギリーに向かったことを知ったシアーズは彼女を追いかけ密会して一夜を共にし、一方のプラバは川で溺れている男性を発見して救助を試みる。心肺蘇生の結果、男性は意識を取り戻し、地元の医師が到着するまでの間、プラバは彼の世話を行う。プラバは会話を通して彼を夫に変身させる。彼はプラバを捨てたことを謝罪して許しを請うものの、彼女は「二度と会いたくない」と言い放つ。その日の夜、ビーチ・ハウスでプラバはアヌに対し、シアーズを自分とパルヴァティの側に同席させて欲しいと頼み込む。ビーチ・ハウスの明かりに照らされながら、4人が会話を楽しむ姿が映し出され、物語は幕を閉じる。

## キャスト
- プラバ - カニ・クスルティ
- アヌ - ディヴィヤ・プラバ
- パルヴァティ - チャヤ・カダム（英語版）
- シアーズ - リドゥ・ハールーン
- マノージ医師 - アジーズ・ネドゥマンガード（英語版）
- 溺れた男/夫 - アーナンドサミー（英語版）
- 若い看護師 - カシーシュ・シン（英語版）
- スプリヤー医師 - ラヴリーン・ミシュラー
- カキ - マドゥ・ラージャー
- シャネット - ティントゥモール・ジョゼフ
- デサイ弁護士 - ビピン・ナドカルニ

## 製作
『私たちが光と想うすべて』はトマス・ハキムとジュリアン・グラフが企画し、フランスのペティト・カオスが主体となり、インドのチョーク&チーズとアナザー・バース、オランダのBALDRフィルムズ、ルクセンブルクのラ・フィルムズ・フォーヴ、イタリアのプルパ・フィルムズ、フランスのアルテ・フランス・シネマと共同で製作された。また、コマーシャル映像の製作を長年手掛けてきたチョーク&チーズにとって、『私たちが光と想うすべて』が初の長編映画作品となる。監督のパヤル・カパーリヤーは第68回ベルリン国際映画祭でトマス・ハキムと知り合い、フープ・バルス基金とシネフォンダシオンの助成金を利用してヨーロッパに滞在しながら、彼と共同で映画の構想を練っていた。製作費はアルテ、シネワールド、フランス国立映画映像センター、コンドル、ユーリマージュ、ギャン財団、ヒューバート・バルス基金、ルクスボックス、プルパ・フィルムズ、ヴィジョンズ・サブイーストが提供している。撮影はムンバイで25日間行われたほか、ラトナーギリーでも15日間撮影された。

## 公開

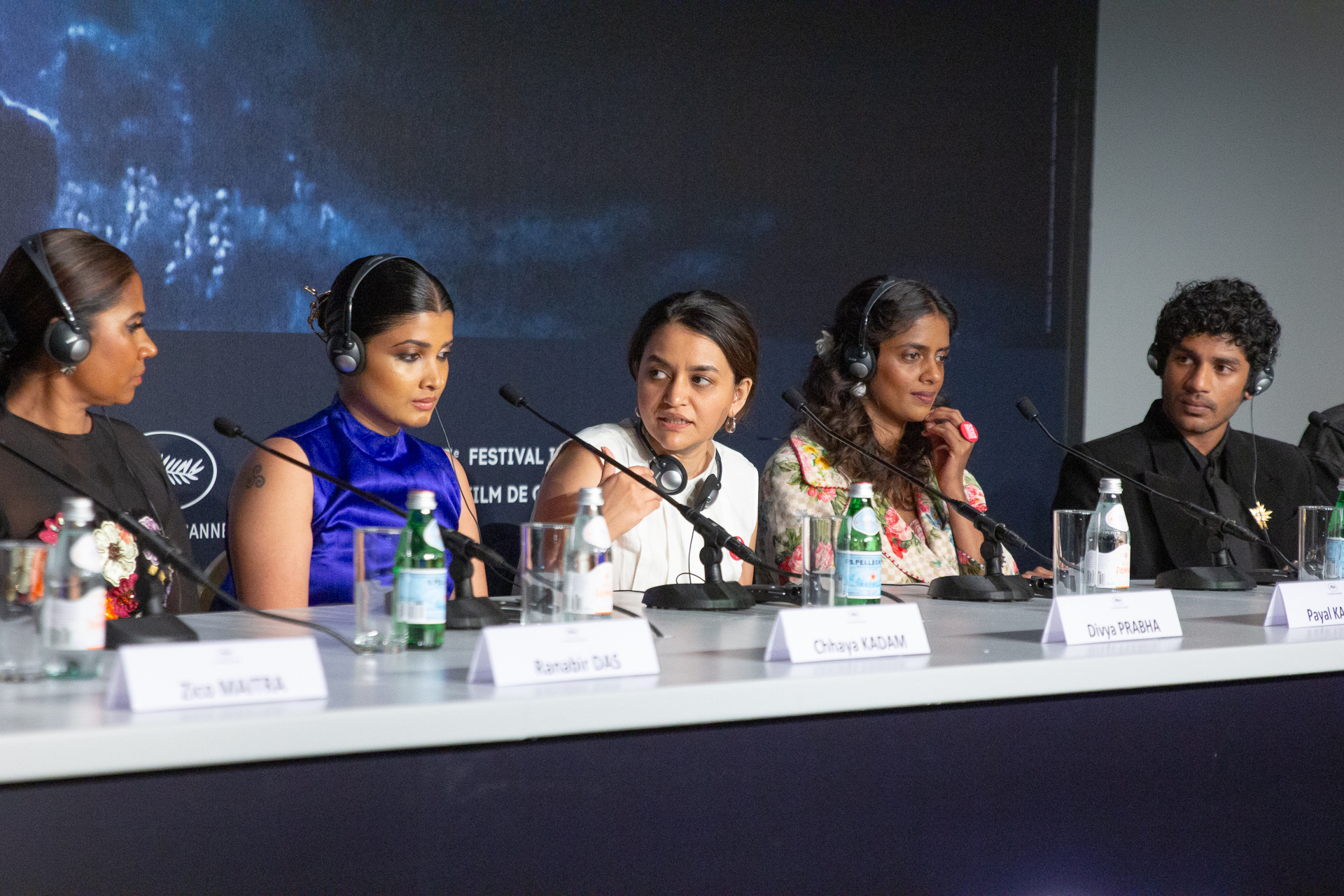
第77回カンヌ国際映画祭の会場で記者会見を行うチャヤ・カダム、ディヴィヤ・プラバ、パヤル・カパーリヤー、カニ・クスルティ、リドゥ・ハールーン

2024年5月23日に第77回カンヌ国際映画祭で初上映されパルム・ドールにノミネートされたほか、上映終了後には8分間のスタンディングオベーションを受けた。コンペティション部門で上映されたインド映画は『私自身のもの』に続いて2本目であり、パヤル・カパーリヤーは同部門にエントリーされた初のインド人女性映画監督となった。また、インド映画として初めてグランプリを獲得している。9月9日にはラーナー・ダッグバーティの所有するスピリット・メディアがインドにおける配給権を取得したことが報じられ、同月21日からケララ州において『പ്രഭയായ് നിനച്ചതെല്ലാം』のタイトルで限定上映することを発表した。その後、10月19日にはMAMIムンバイ映画祭2024のオープニング作品として上映され、11月22日からインド全域で上映された。
北米配給権はヤヌス・フィルムズとサイドショーが取得し、11月15日にニューヨーク・ロサンゼルスでの上映を皮切りにアメリカ合衆国各地での上映を計画している。また、2024年9月5日に第49回トロント国際映画祭で上映され、10月2日からはフランスでも劇場公開された。このほか、第55回インド国際映画祭や第54回ロッテルダム国際映画祭でも上映されている。2025年1月3日からはDisney+ Hotstarで配信が開始された。

## 評価

### 批評

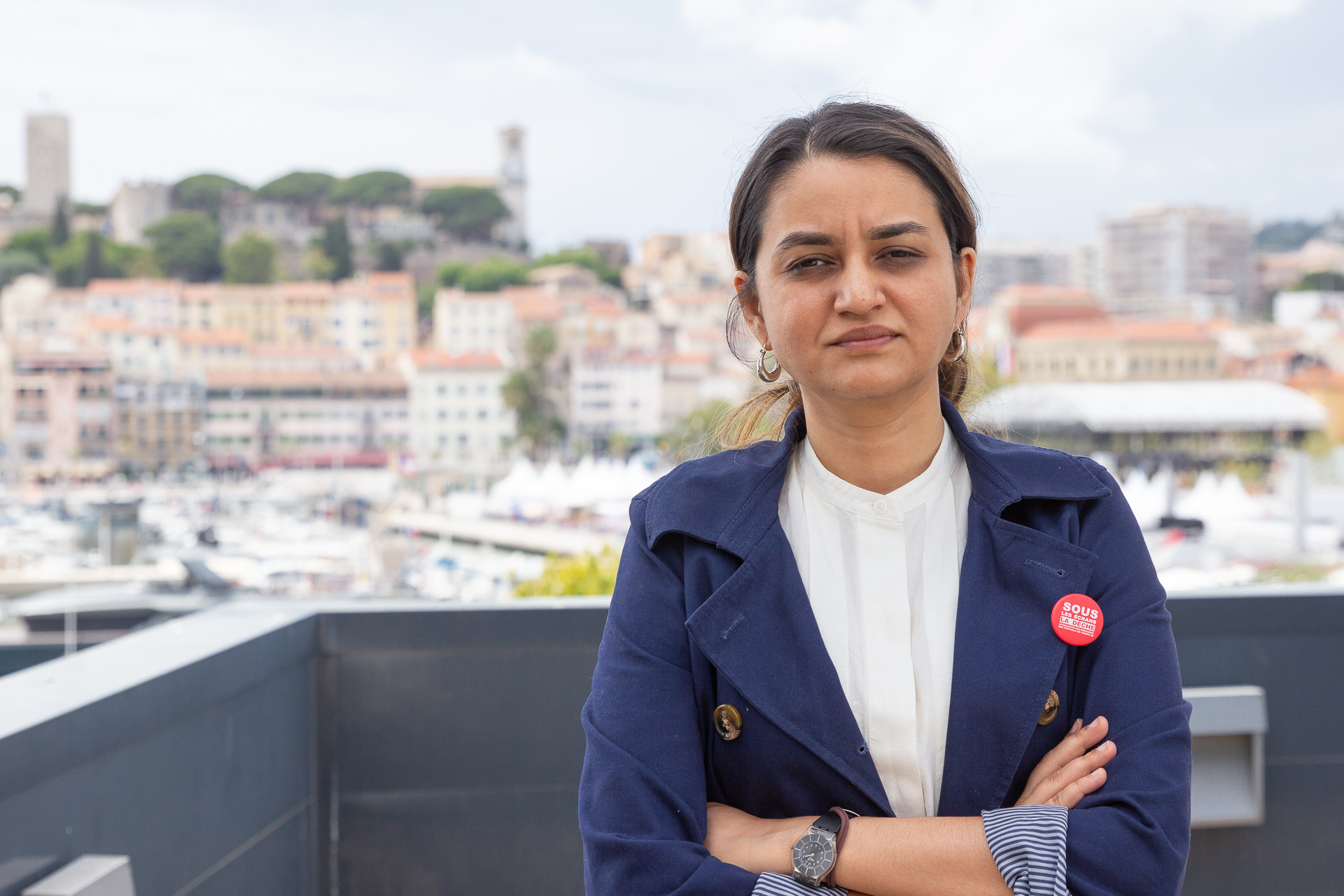
パヤル・カパーリヤー

『Rotten Tomatoes』には149件の批評が寄せられ支持率100パーセント、平均評価8.5/10となっており、批評家の一致した見解は「現代インドの"今"をスナップ写真のようにあるがままの姿で描いた『私たちが光と想うすべて』は、パヤル・カパーリヤーが映画界に不可欠な監督であることを証明する輝かしい業績となっている」となっている。また、『Metacritic』では35件の批評に基づき93/100の評価、『アロシネ』では31件の批評に基づき3.8/5の評価をそれぞれ与えている。
『ガーディアン』のピーター・ブラッドショーは5/5の星を与えて「3人の看護師の人間らしさに満ちた魅力的な物語」と批評しており、BBCのニコラス・バーバーも5/5の星を与え「心を奪われない人はいないはずだ」と批評している。また、『ニューヨーク・タイムズ』でも「2024年のベスト映画」で第1位に選出され、マノーラ・ダルジスはパヤル・カパーリヤーについて「平凡な人々が街を動き回る姿を描くことで、彼女のキャラクターたちを雑踏の中へと結び付けているのと同時に、私たち観客とも結び付けている」と批評している。『サイト&サウンド』が100人以上の批評家を対象としたアンケートでは2024年のベスト映画に選出され、『シネヨーロッパ』の「2024年のヨーロッパ映画トップ25」では第5位に選出され、『カイエ・デュ・シネマ』の「年間映画トップ10」でも第5位に選出された。このほかにミゲル・ゴメス、シーロ・ゲーラ、ドン・ハーツフェルト、レイヴン・ジャクソン、カリン・クサマ、ローラ・ポイトラス、ウォルター・サレスが『私たちが光と想うすべて』を2024年のベスト映画に挙げている。

### 受賞・ノミネート
| 映画賞                                             | 授賞日         | 部門                                                       | 対象                       | 結果       | 出典                 |
| -------------------------------------------------- | -------------- | ---------------------------------------------------------- | -------------------------- | ---------- | -------------------- |
| 第77回カンヌ国際映画祭                             | 2024年5月25日  | パルム・ドール                                             | 『私たちが光と想うすべて』 | ノミネート | [ 38 ] [ 39 ] [ 40 ] |
| 第77回カンヌ国際映画祭                             | 2024年5月25日  | グランプリ                                                 | 『私たちが光と想うすべて』 | 受賞       | [ 38 ] [ 39 ] [ 40 ] |
| 第77回カンヌ国際映画祭                             | 2024年5月25日  | カメラ・ドール特別賞                                       | 『私たちが光と想うすべて』 | 受賞       | [ 38 ] [ 39 ] [ 40 ] |
| 第71回シドニー映画祭                               | 2024年6月16日  | 作品賞                                                     | 『私たちが光と想うすべて』 | ノミネート | [ 41 ]               |
| ミュンヘン国際映画祭                               | 2024年7月6日   | 国際映画賞                                                 | 『私たちが光と想うすべて』 | ノミネート | [ 42 ]               |
| エルサレム映画祭                                   | 2024年7月25日  | 国際映画賞                                                 | 『私たちが光と想うすべて』 | ノミネート | [ 43 ]               |
| 第72回サン・セバスティアン国際映画祭               | 2024年9月28日  | 異なる視点賞                                               | 『私たちが光と想うすべて』 | 受賞       | [ 44 ]               |
| 第60回シカゴ国際映画祭                             | 2024年10月27日 | ゴールデン・ヒューゴ賞                                     | 『私たちが光と想うすべて』 | ノミネート | [ 45 ] [ 46 ]        |
| 第60回シカゴ国際映画祭                             | 2024年10月27日 | シルバー・ヒューゴ審査員賞                                 | 『私たちが光と想うすべて』 | 受賞       | [ 45 ] [ 46 ]        |
| モロディスト・キエフ国際映画祭                     | 2024年11月2日  | 長編映画賞                                                 | 『私たちが光と想うすべて』 | 受賞       | [ 47 ]               |
| 第17回アジア太平洋映画賞                           | 2024年11月30日 | 作品賞                                                     | 『私たちが光と想うすべて』 | ノミネート | [ 48 ] [ 49 ]        |
| 第17回アジア太平洋映画賞                           | 2024年11月30日 | 監督賞                                                     | パヤル・カパーリヤー       | ノミネート | [ 48 ] [ 49 ]        |
| 第17回アジア太平洋映画賞                           | 2024年11月30日 | 脚本賞                                                     | パヤル・カパーリヤー       | ノミネート | [ 48 ] [ 49 ]        |
| 第17回アジア太平洋映画賞                           | 2024年11月30日 | 演技賞                                                     | カニ・クスルティ           | ノミネート | [ 48 ] [ 49 ]        |
| 第17回アジア太平洋映画賞                           | 2024年11月30日 | 撮影賞                                                     | ランビール・ダース         | ノミネート | [ 48 ] [ 49 ]        |
| 第17回アジア太平洋映画賞                           | 2024年11月30日 | 審査員特別賞                                               | 『私たちが光と想うすべて』 | 受賞       | [ 48 ] [ 49 ]        |
| 第34回ゴッサム・インディペンデント映画賞           | 2024年12月2日  | 監督賞                                                     | パヤル・カパーリヤー       | ノミネート | [ 50 ] [ 51 ]        |
| 第34回ゴッサム・インディペンデント映画賞           | 2024年12月2日  | 国際映画賞                                                 | 『私たちが光と想うすべて』 | 受賞       | [ 50 ] [ 51 ]        |
| 第90回ニューヨーク映画批評家協会賞                 | 2024年12月3日  | 国際映画賞                                                 | 『私たちが光と想うすべて』 | 受賞       | [ 52 ]               |
| 第96回ナショナル・ボード・オブ・レビュー賞         | 2024年12月4日  | 国際映画トップ5                                            | 『私たちが光と想うすべて』 | 受賞       | [ 53 ]               |
| 第27回英国インディペンデント映画賞                 | 2024年12月8日  | 国際インディペンデント映画賞                               | 『私たちが光と想うすべて』 | ノミネート | [ 54 ]               |
| 第8回アストラ映画賞                                | 2024年12月8日  | 国際映画賞                                                 | 『私たちが光と想うすべて』 | ノミネート | [ 55 ]               |
| 第50回ロサンゼルス映画批評家協会賞                 | 2024年12月8日  | 非英語作品賞                                               | 『私たちが光と想うすべて』 | 受賞       | [ 56 ]               |
| 第29回サンディエゴ映画批評家協会賞                 | 2024年12月9日  | 外国語映画賞                                               | 『私たちが光と想うすべて』 | 受賞       | [ 57 ]               |
| 第37回シカゴ映画批評家協会賞                       | 2024年12月11日 | 外国語映画賞                                               | 『私たちが光と想うすべて』 | 受賞       | [ 58 ] [ 59 ]        |
| 第37回シカゴ映画批評家協会賞                       | 2024年12月11日 | ミロス・シュテーリック・ブレイクスルー・フィルムメーカー賞 | パヤル・カパーリヤー       | ノミネート | [ 58 ] [ 59 ]        |
| 第21回セントルイス映画批評家協会賞                 | 2024年12月15日 | 国際映画賞                                                 | 『私たちが光と想うすべて』 | ノミネート | [ 60 ]               |
| 第23回サンフランシスコ・ベイエリア映画批評家協会賞 | 2024年12月15日 | 国際映画賞                                                 | 『私たちが光と想うすべて』 | ノミネート | [ 61 ]               |
| 28回トロント映画批評家協会賞                       | 2024年12月15日 | 監督賞                                                     | パヤル・カパーリヤー       | ノミネート | [ 62 ]               |
| 28回トロント映画批評家協会賞                       | 2024年12月15日 | オリジナル脚本賞                                           | パヤル・カパーリヤー       | 受賞       | [ 62 ]               |
| 28回トロント映画批評家協会賞                       | 2024年12月15日 | 国際映画賞                                                 | 『私たちが光と想うすべて』 | 受賞       | [ 62 ]               |
| ニューヨーク映画批評家オンライン賞                 | 2024年12月16日 | 国際映画賞                                                 | 『私たちが光と想うすべて』 | 受賞       | [ 63 ]               |
| 第30回ダラス・フォートワース映画批評家協会賞       | 2024年12月18日 | 外国語映画賞                                               | 『私たちが光と想うすべて』 | ノミネート | [ 64 ]               |
| ダブリン映画批評家協会賞                           | 2024年12月19日 | 作品賞                                                     | 『私たちが光と想うすべて』 | ノミネート | [ 65 ]               |
| 第29回フロリダ映画批評家協会賞                     | 2024年12月21日 | 国際映画賞                                                 | 『私たちが光と想うすべて』 | 受賞       | [ 66 ]               |
| 第29回フロリダ映画批評家協会賞                     | 2024年12月21日 | アンサンブル演技賞                                         | 『私たちが光と想うすべて』 | ノミネート | [ 66 ]               |
| 第29回フロリダ映画批評家協会賞                     | 2024年12月21日 | 監督賞                                                     | パヤル・カパーリヤー       | ノミネート | [ 66 ]               |
| カンザスシティ映画批評家協会賞                     | 2025年1月4日   | 外国語映画賞                                               | 『私たちが光と想うすべて』 | ノミネート | [ 67 ]               |
| 第59回全米映画批評家協会賞                         | 2025年1月4日   | 作品賞                                                     | 『私たちが光と想うすべて』 | 次点       | [ 68 ] [ 69 ]        |
| 第59回全米映画批評家協会賞                         | 2025年1月4日   | 非英語作品賞                                               | 『私たちが光と想うすべて』 | 受賞       | [ 68 ] [ 69 ]        |
| 第59回全米映画批評家協会賞                         | 2025年1月4日   | 監督賞                                                     | パヤル・カパーリヤー       | 受賞       | [ 68 ] [ 69 ]        |
| 第82回ゴールデングローブ賞                         | 2025年1月5日   | 外国語映画賞                                               | 『私たちが光と想うすべて』 | ノミネート | [ 70 ]               |
| 第82回ゴールデングローブ賞                         | 2025年1月5日   | 監督賞                                                     | パヤル・カパーリヤー       | ノミネート | [ 70 ]               |
| ジョージア映画批評家協会賞                         | 2025年1月7日   | 国際映画賞                                                 | 『私たちが光と想うすべて』 | 次点       | [ 71 ]               |
| 女性映画ジャーナリスト同盟賞                       | 2025年1月7日   | 国際映画賞                                                 | 『私たちが光と想うすべて』 | ノミネート | [ 72 ] [ 73 ]        |
| 女性映画ジャーナリスト同盟賞                       | 2025年1月7日   | 監督賞                                                     | パヤル・カパーリヤー       | ノミネート | [ 72 ] [ 73 ]        |
| 女性映画ジャーナリスト同盟賞                       | 2025年1月7日   | 脚本賞                                                     | パヤル・カパーリヤー       | ノミネート | [ 72 ] [ 73 ]        |
| 女性映画ジャーナリスト同盟賞                       | 2025年1月7日   | 女性監督賞                                                 | パヤル・カパーリヤー       | 受賞       | [ 72 ] [ 73 ]        |
| 女性映画ジャーナリスト同盟賞                       | 2025年1月7日   | 女性脚本家賞                                               | パヤル・カパーリヤー       | 受賞       | [ 72 ] [ 73 ]        |
| 第23回ユタ映画批評家協会賞                         | 2025年1月11日  | 非英語作品賞                                               | 『私たちが光と想うすべて』 | ノミネート | [ 74 ]               |
| 第18回ヒューストン映画批評家協会                   | 2025年1月14日  | 外国語映画賞                                               | 『私たちが光と想うすべて』 | ノミネート | [ 75 ]               |
| 女性映画批評家協会賞                               | 2025年1月15日  | 女性映画賞                                                 | 『私たちが光と想うすべて』 | ノミネート | [ 76 ]               |
| 女性映画批評家協会賞                               | 2025年1月15日  | 女性外国語映画賞                                           | 『私たちが光と想うすべて』 | ノミネート | [ 76 ]               |
| 女性映画批評家協会賞                               | 2025年1月15日  | 女性監督賞                                                 | パヤル・カパーリヤー       | ノミネート | [ 76 ]               |
| 女性映画批評家協会賞                               | 2025年1月15日  | 女性脚本家賞                                               | パヤル・カパーリヤー       | 次点       | [ 76 ]               |
| 第30回リュミエール賞                               | 2025年1月20日  | 作品賞                                                     | 『私たちが光と想うすべて』 | ノミネート | [ 77 ]               |
| 第28回オンライン映画批評家協会賞                   | 2025年1月27日  | 非英語作品賞                                               | 『私たちが光と想うすべて』 | 受賞       | [ 78 ]               |
| ヨーテボリ映画祭                                   | 2025年1月29日  | 国際映画賞                                                 | 『私たちが光と想うすべて』 | ノミネート | [ 79 ]               |
| 第45回ロンドン映画批評家協会賞                     | 2025年2月2日   | 作品賞                                                     | 『私たちが光と想うすべて』 | ノミネート | [ 80 ] [ 81 ]        |
| 第45回ロンドン映画批評家協会賞                     | 2025年2月2日   | 外国語映画賞                                               | 『私たちが光と想うすべて』 | 受賞       | [ 80 ] [ 81 ]        |
| 第30回クリティクス・チョイス・アワード             | 2025年2月7日   | 外国語映画賞                                               | 『私たちが光と想うすべて』 | ノミネート | [ 82 ]               |
| 第77回全米監督協会賞                               | 2025年2月8日   | 新人監督賞                                                 | パヤル・カパーリヤー       | ノミネート | [ 83 ]               |
| 国際シネフィル協会賞                               | 2025年2月9日   | 作品賞                                                     | 『私たちが光と想うすべて』 | 受賞       | [ 84 ]               |
| 国際シネフィル協会賞                               | 2025年2月9日   | アンサンブル賞                                             | 『私たちが光と想うすべて』 | 受賞       | [ 84 ]               |
| 国際シネフィル協会賞                               | 2025年2月9日   | 監督賞                                                     | パヤル・カパーリヤー       | 受賞       | [ 84 ]               |
| 国際シネフィル協会賞                               | 2025年2月9日   | 脚本賞                                                     | パヤル・カパーリヤー       | 次点       | [ 84 ]               |
| 国際シネフィル協会賞                               | 2025年2月9日   | 主演女優賞                                                 | カニ・クスルティ           | ノミネート | [ 84 ]               |
| 国際シネフィル協会賞                               | 2025年2月9日   | 助演女優賞                                                 | チャヤ・カダム             | ノミネート | [ 84 ]               |
| 国際シネフィル協会賞                               | 2025年2月9日   | 助演女優賞                                                 | ディヴィヤ・プラバ         | ノミネート | [ 84 ]               |
| 国際シネフィル協会賞                               | 2025年2月9日   | 撮影賞                                                     | ランビール・ダース         | ノミネート | [ 84 ]               |
| 国際シネフィル協会賞                               | 2025年2月9日   | 編集賞                                                     | クレマン・パントー         | ノミネート | [ 84 ]               |
| ドリアン賞                                         | 2025年2月13日  | 非英語作品賞                                               | 『私たちが光と想うすべて』 | ノミネート | [ 85 ]               |
| 第78回英国アカデミー賞                             | 2025年2月16日  | 非英語作品賞                                               | 『私たちが光と想うすべて』 | ノミネート | [ 86 ]               |
| 第25回バンクーバー映画批評家協会賞                 | 2025年2月19日  | 国際映画賞                                                 | 『私たちが光と想うすべて』 | ノミネート | [ 87 ]               |
| 第40回インディペンデント・スピリット賞             | 2025年2月22日  | 国際映画賞                                                 | 『私たちが光と想うすべて』 | ノミネート | [ 88 ]               |
| 第18回アジア・フィルム・アワード                   | 2025年3月16日  | 作品賞                                                     | 『私たちが光と想うすべて』 | 受賞       | [ 89 ]               |
| 第18回アジア・フィルム・アワード                   | 2025年3月16日  | 監督賞                                                     | パヤル・カパーリヤー       | ノミネート | [ 89 ]               |
| 第18回アジア・フィルム・アワード                   | 2025年3月16日  | 脚本賞                                                     | パヤル・カパーリヤー       | ノミネート | [ 89 ]               |
| 第18回アジア・フィルム・アワード                   | 2025年3月16日  | 主演女優賞                                                 | カニ・クスルティ           | ノミネート | [ 89 ]               |
| 第18回アジア・フィルム・アワード                   | 2025年3月16日  | 助演女優賞                                                 | ディヴィヤ・プラバ         | ノミネート | [ 89 ]               |
| 第18回アジア・フィルム・アワード                   | 2025年3月16日  | 編集賞                                                     | クレマン・パントー         | ノミネート | [ 89 ]               |

## アカデミー賞を巡る論争
『私たちが光と想うすべて』は第97回アカデミー賞における国際長編映画賞のフランス代表作品またはインド代表作品として選出されることが期待されていたが、実際に選出されたのは『エミリア・ペレス』（フランス代表作品）と『花嫁はどこへ?』（インド代表作品）だったことから、代表作品の選考を行うインド映画連盟に対する批判の声が挙がった。これについて、NPRのディアー・ハディッドは「『私たちが光と想うすべて』が国際的な賞賛を浴びたことで、インドがついにオスカーの外国語映画部門を受賞する可能性が高まった。しかし、選考委員会が"インドらしさに欠けている"と判断したことで、選考から外れてしまったのです」と批判している。また、『バラエティ』のナーマン・ラーマチャンドランは『めぐり逢わせのお弁当』と『RRR』が同様に代表作品に選出されたなかったことを引き合いにインド映画連盟の決定を批判し、『花嫁はどこへ?』が選出された理由について「国内最大企業を率いるムケシュ・アンバニが所有するジオ・スタジオの資本力と、『ラガーン』でアカデミー賞にノミネートされたアーミル・カーンの知名度にあるのかも知れない」と指摘している。
インド映画連盟会長ラヴィ・コッタラーカラは『私たちが光と想うすべて』が選出されなかった理由について「選考委員の多くが、"インドを舞台にしたインド映画"ではなく、"インドを舞台にしたヨーロッパ映画"と感じていた」と語っており、同時にインド映画連盟は『花嫁はどこへ?』を選出した理由について「インドの女性とは、服従と支配が入り混じった奇妙な存在です。『花嫁はどこへ?』は明確で力強く描かれたキャラクターによって、半ば理想的な世界と皮肉を交えた表現で、この多様な姿を完璧に捉えているのです」とコメントしている。一方、『花嫁はどこへ?』が選出されたことについて、パヤル・カパーリヤーは『インディワイヤー』の取材に際して同作の監督キラン・ラオへの敬意を表すると共に「インドから2つの映画が成功を収めたことは、本当に素晴らしいことだと思います。それも、どちらも女性監督の作品です」とコメントしている。
2024年12月17日に映画芸術科学アカデミーが各部門賞の最終ノミネート作品を発表したが、国際長編映画賞に『花嫁はどこへ?』がノミネートされなかったことで、インド映画連盟に対する批判の声がさらに強まることになった。ハンサル・メーヘターは「インド映画連盟がまたやってくれた!あいつらの成功率と毎年の選定は完璧だ」と皮肉を交えて批判し、リッキー・ケジは「いつになったら気が付くんだ……毎年毎年、彼らは間違った映画を選んでいる。素晴らしい映画が山ほど作られているんだから、私たちは毎年国際長編映画賞を受賞するべきなのに!」と批判している。こうした批判に対して、選考委員長ジャーヌー・バルアーは「私の映画は多くの映画祭に出品され、多くの映画賞を受賞しましたが、受賞を逃した作品もたくさんあります。だからといって、その選考プロセスを批判するべきではありません。私たちは、そのプロセスを尊重するべきなのです」と反論し、選考理由について「映画は国家を代表する必要があるのです。『花嫁はどこへ?』は、私たちが経験する社会の混沌を見事に描き出し、すべての要素を満たしていると感じています。それに比べると、『私たちが光と想うすべて』は技術的に劣っていると、私たちは考えています」とコメントしている。